# Scaphytopius serratus
Scaphytopius serratus är en insektsart som beskrevs av Delong 1943. Scaphytopius serratus ingår i släktet Scaphytopius och familjen dvärgstritar. Inga underarter finns listade i Catalogue of Life.